# Dindon noir de Normandie
Le dindon noir de Normandie ou Noir de Normandie est une race de dindon français à faible effectif issue de la variété dindon noir de Sologne,.

## Description
Le dindon noir de Normandie est plus petit que le dindon noir de Sologne (appelé aussi « dindon français », autrefois race la plus répandue de dindon en France) avec des tarses noirs (qui ont tendance à rougir avec l'âge) et plus courts ; il possède aussi des caroncules plus développées que le noir de Sologne.
C'est un oiseau très rustique, supportant les intempéries. Il est vigoureux et de format trapu, son plumage est d'un noir mat sans reflets bronze. Le dindon peut atteindre 12 kg, la dinde 7 kg. La femelle est une bonne couveuse. Comme le dindon noir de Bresse, cette race n'a pas encore de standard homologué,.

### Standard
- Dindon : 10 à 12 kg[1]
- Dinde : 6 à 7 kg[1]